# RBBP8
La proteína 8 de unión al retinoblastoma (RBBP8) es una proteína codificada en humanos por el gen RBBP8.
Esta proteína es expresada ubicuamente en el núcleo celular, siendo una de las muchas proteínas que se unen directamente a la proteína del retinoblastoma, y regulan la proliferación celular. RBBP8 forma un complejo con el correpresor transcripcional CTBP. También se asocia con BRCA1, probablemente para modular su función en la regulación de la transcripción, en la reparación del ADN y en los puntos de control del ciclo celular. Se ha sugerido que podría actuar como un supresor tumoral del mismo modo que BRCA1. Se han descrito tres variantes transcripcionales de este gen que codifican dos isoformas de la proteína. Existen más variantes pero no se han caracterizado completamente.

## Interacciones
La proteína RBBP8 ha demostrado ser capaz de interaccionar con:
- LMO4[4][5]
- Proteína del retinoblastoma-like 2[6][1]
- Proteína del retinoblastoma-like 1[1][7]
- ATM[8][9]
- Proteína del retinoblastoma[10][1]
- CTBP1[11][12]
- SIAH1[13]
- BRCA1[14][11][15][8][16][17][18]